# 嚴哲成
嚴哲成（朝鮮文：엄철성；英文：Om Chol-Song；1992年11月12日—），朝鮮足球運動員，入選過朝鮮國家足球隊。現在效力朝鮮足球聯賽球會4.25體育團。

## 簡歷
嚴哲成在2014年首次入選朝鮮國家足球隊，在對卡塔爾國家足球隊的友誼賽中首次上陣，其比賽最後以1比3落敗。之後，參與2015年東亞盃資格賽（第二輪），協助朝鮮奪得第二輪資格賽冠軍並取得決賽席位。
另外，嚴哲成代表所屬球會4.25體育團參與2017年亞洲足協盃，在分組賽賽事中上陣，並在對蒙古國家超級足球聯賽球會額日西莫的主場賽事中打入1球，協助球會晉級跨區準決賽。2018年，代表所屬球會4.25體育團參與2018年亞洲足協盃，先後在分組賽和淘汰賽中上陣，但對土庫曼超級足球聯賽球會阿恩艾沙的跨區決賽中落敗而未能晉級。

## 職業生涯統計
| 球會表現 | 球會表現 | 球會表現          | 聯賽 | 聯賽 | 足總盃 | 足總盃 | 聯賽盃 | 聯賽盃 | 洲際賽 | 洲際賽 | 總數 | 總數 |
| 球季     | 球會     | 聯賽              | 出場 | 入球 | 出場   | 入球   | 出場   | 入球   | 出場   | 入球   | 出場 | 入球 |
| 北韓     | 北韓     | 北韓              | 聯賽 | 聯賽 |        |        |        |        | 亚洲赛 | 亚洲赛 | 總數 | 總數 |
| -------- | -------- | ----------------- | ---- | ---- | ------ | ------ | ------ | ------ | ------ | ------ | ---- | ---- |
| 2013     | 4.25     | 朝鮮足球聯賽 甲級 | ?    | ?    | –      | –      | N/A    | N/A    | –      | –      | ?    | ?    |
| 2014     | 4.25     | 朝鮮足球聯賽 甲級 | ?    | ?    | –      | –      | N/A    | N/A    | –      | –      | ?    | ?    |
| 2015     | 4.25     | 朝鮮足球聯賽 甲級 | ?    | ?    | –      | –      | N/A    | N/A    | –      | –      | ?    | ?    |
| 2016     | 4.25     | 朝鮮足球聯賽 甲級 | ?    | ?    | –      | –      | N/A    | N/A    | –      | –      | ?    | ?    |
| 2017     | 4.25     | 朝鮮足球聯賽 甲級 | ?    | ?    | –      | –      | N/A    | N/A    | 3      | 1      | ?    | ?    |
| 2017–18  | 4.25     | 朝鮮足球聯賽 甲級 | ?    | ?    | –      | –      | N/A    | N/A    | 6      | 4      | ?    | ?    |
| 總和     | 北韓     | 北韓              | ?    | ?    | –      | –      | N/A    | N/A    | 9      | 5      | ?    | ?    |

## 榮譽

### 國家隊
朝鮮
- 東亞盃資格賽（第二輪）冠軍：2014年；

### 球會
4.25體育團
- 朝鮮足球甲組聯賽冠軍（4）：2013年、2015年、2017年、2017–18年；
- 白頭山獎運動會冠軍：2017年；
- 萬景台獎運動會冠軍（2）：2014年、2015年；
- 普天堡火炬獎運動會冠軍：2014年；
- 火炬盃冠軍（4）：2013年、2014年、2015年、2016年；

### 個人
- 朝鮮足球甲組聯賽冠軍最佳球员：2017–18年；

## 連結
- 嚴哲成在 National-Football-Teams.com 上的出场纪录
- Chol-Song Om - Soccerway（页面存档备份，存于） （英文）